# 御町天草鱼属
御町天草鱼属（学名：Amakusaichthys）为巴达克鱼科的一个属。

## 下属物种
本属包括以下物种：
- Amakusaichthys goshouraensis Yabumoto, Hirose & Brito, 2020[2]